# Donald Edward Osterbrock
Donald Edward Osterbrock (13 de julho de 1924 — 11 de janeiro de 2007) foi um astrônomo estadunidense, mais conhecido por seu trabalho sobre a formação de estrelas e a história da astronomia.

## Biografia
Osterbrock nasceu em Cincinnati. Seu pai era engenheiro elétrico. Ele serviu no Exército dos EUA na Segunda Guerra Mundial, fazendo observações meteorológicas no Pacífico. Ele fez aulas de graduação em física na Universidade de Chicago como parte de seu treinamento meteorológico.
Ele foi educado na Universidade de Chicago, onde recebeu o grau de bacharel e mestrado em física e um PhD em astronomia em 1952. Ele era um estudante de Subrahmanyan Chandrasekhar enquanto trabalhava no Yerkes Observatory da Universidade de Chicago. Seu trabalho lá com William Wilson Morgan e Stewart Sharpless mostrou a existência dos braços espirais da Via Láctea.
Ele se tornou um pesquisador de pós-doutorado, instrutor e professor assistente no Instituto de Tecnologia da Califórnia até 1958. Ele foi então nomeado professor assistente na Universidade de Wisconsin-Madison, recebeu mandato lá em 1959 e foi promovido a professor titular em 1961. Ele foi bolsista do Guggenheim no ano acadêmico 1960-1961. Em 1973 ele se mudou de Madison para a Universidade da Califórnia em Santa Cruz, como Professor de Astronomia e Astrofísica, e Diretor do Lick Observatory, uma posição que ocupou até 1981. Ele permaneceu no corpo docente da UC Santa Cruz até sua aposentadoria em 1993. Posteriormente, professor emérito Osterbrock continuou a fazer viagens diárias a seu escritório no campus, para trabalhar em sua pesquisa, para continuar publicando e para manter um papel ativo na comunidade astronômica.
Na época de sua morte, ele havia escrito 12 monografias sobre astronomia e história da astronomia, incluindo, em 1989, o influente livro Astrophysics of Gaseous Nebulae and Active Galactic Nuclei, e a 2ª edição (2006) recentemente atualizada e revisada escrita junto com Gary Ferland, da Universidade de Kentucky. Ao lado de seus mais de 150 artigos sobre astronomia e astrofísica, ele publicou 70 estudos históricos, memórias biográficas e obituários de grandes figuras da astronomia dos séculos XIX e XX, e numerosas resenhas de livros.
A pesquisa de Osterbrock incluiu trabalhos sobre a natureza dos gases ionizados ao redor de estrelas quentes e o estudo de núcleos galácticos ativos alimentados por buracos negros.
Osterbrock recebeu prêmios pelo conjunto de sua obra da American Astronomical Society e da Astronomical Society of the Pacific. Ele foi presidente da American Astronomical Society de 1988 a 1990.
Ele morreu após um ataque cardíaco. Ele deixou sua esposa de 54 anos, Irene Hansen (1926-2019), e seu filho e duas filhas.